# Test du miroir

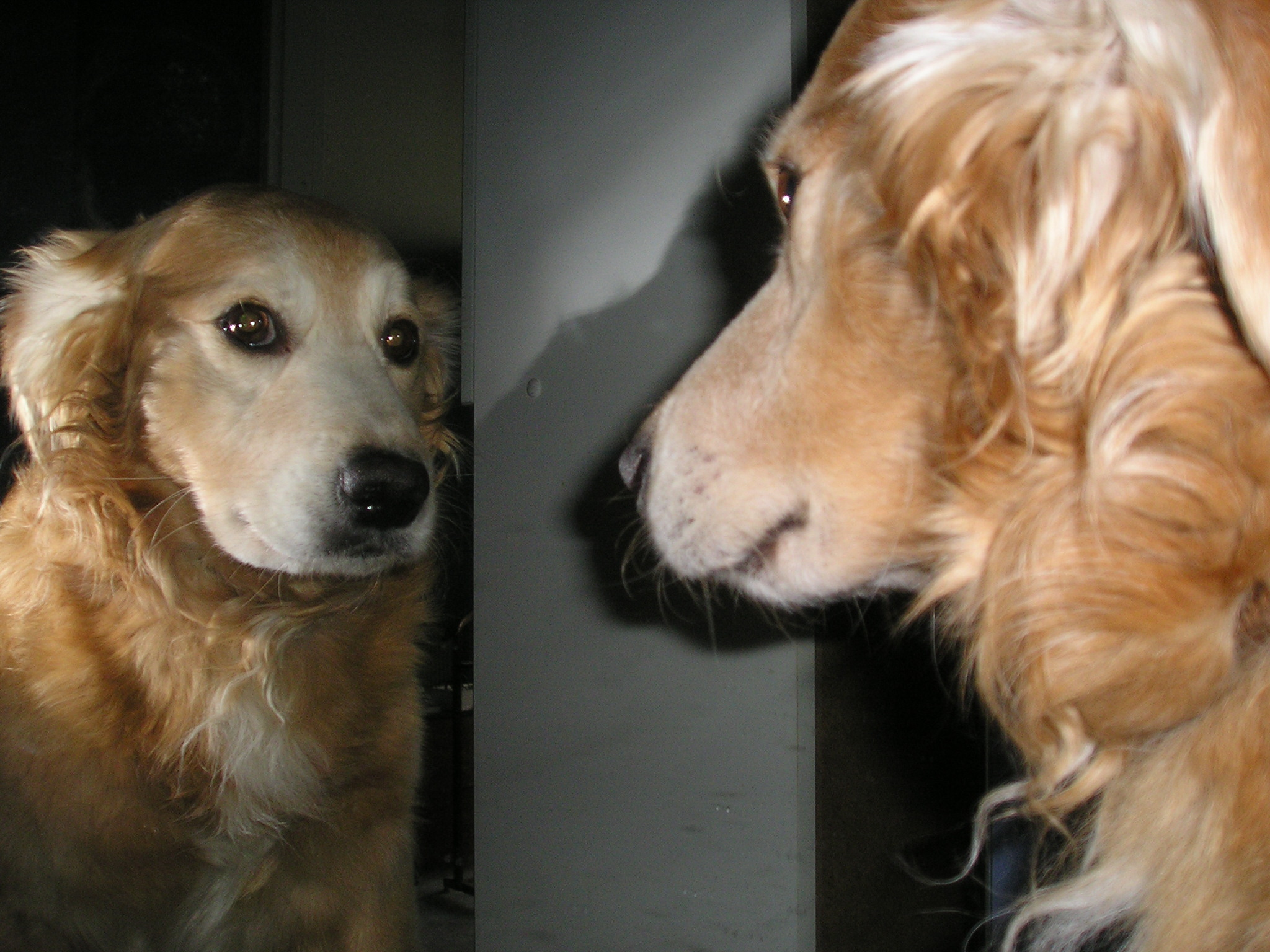
Chien se regardant dans un miroir.

Le test du miroir (ou plus rarement test de Gallup) est un moyen d'estimer la perception de soi, développé par l'Américain Gordon G. Gallup dans les années 1970.
En éthologie cognitive, ce test permet d'évaluer la reconnaissance de son corps en permettant de déterminer si un animal est capable de reconnaître son propre reflet dans un miroir comme étant une image de son corps. Il consiste à placer subrepticement sur la tête de l'animal une marque colorée ne produisant pas d'odeur puis à observer si, lorsqu'il observe son image dans un miroir, l'animal réagit d'une façon indiquant qu'il reconnaît que la tache est placée sur son propre corps. Un tel comportement peut prendre la forme d'un déplacement ou d'une flexion pour mieux observer la marque ou encore, de façon bien plus évidente, celle d'un tâtonnement avec une patte pour essayer de l'atteindre tout en se servant du miroir.

## Espèces ayant un résultat positif au test
- Mammifères
  - Grand dauphin[3],[4]
  - Orques[5]
  - Fausse orque[5]
  - Éléphant d'Asie[6],[7]
  - Humains de plus de 18 mois
  - Orang-outan
  - Bonobo
  - Chimpanzé
  - Porc (partiellement)[8].
- Oiseaux
  - Corbeau familier[9]
  - Pie bavarde[10]
- Poisson
  - Labre nettoyeur commun[11],[12]
  - Raies manta[13]

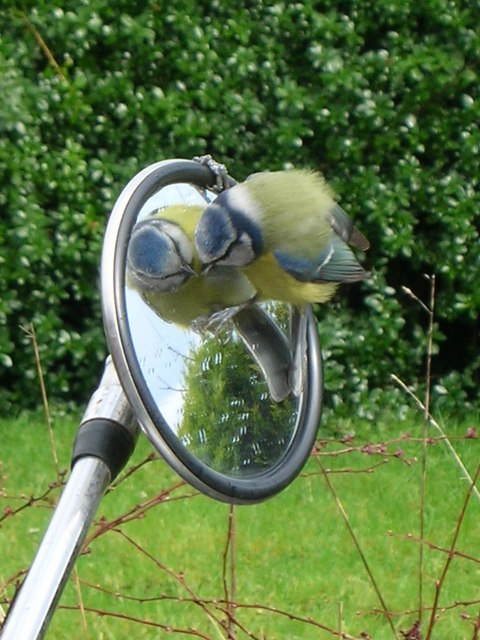
Cette mésange bleue s'auto-teste-t-elle ?

On a cru un temps que les gorilles échouaient à ce test, jusqu'au moment où on a suggéré que la cause était que les adultes évitent habituellement de se regarder les uns les autres en face à face (et devant un grand miroir placé dans leur environnement, auquel ils peuvent librement accéder, à la différence des chimpanzés, les gorilles semblent pratiquement ne jamais se regarder de face). Le test a alors été réalisé en remplaçant le miroir par une caméra et un écran vidéo[réf. nécessaire] ce qui a montré que le gorille se reconnaissait. Les enfants sont susceptibles de réussir le test à partir de 18 mois. Des essais menés sur des choucas des tours n'ont pas démontré leur capacité à passer le test du miroir, ces essais remettant également en question la méthodologie utilisée pour ce test sur des oiseaux.
Les chiens, les chats et les bébés humains réagissent au miroir en manifestant de la peur ou de la curiosité mais peuvent également l'ignorer complètement.
La pieuvre ne réussit pas le test du miroir.
La plupart des oiseaux et une espèce de poissons, le Combattant (Betta splendens), vont jusqu'à attaquer leurs propres reflets. Le Corbeau familier réussit le test, mais il n'a pas été démontré que le Corbeau calédonien (Corvus moneduloides) y parvient, même s'il est prouvé qu'il était capable de localiser de la nourriture réfléchie sur un miroir.

## Critiques et limites
L'interprétation et la valeur des résultats obtenues grâce à ce test sont parfois débattues.
S'il a été largement utilisé pour mieux comprendre les primates, le test du miroir est parfois considéré comme réducteur lorsqu'on y soumet des animaux qui se servent davantage d'autres sens que la vue. Par exemple, un chien utilise davantage son olfaction et la vue n'est que secondaire[réf. souhaitée], une image de chien non accompagnée d'une odeur est insuffisante à témoigner de la présence d'un autre animal. Ce test n'est donc applicable qu'aux animaux qui utilisent principalement leur vision pour identifier d'autres individus, et serait absurde sur une chauve-souris ou une taupe.
De manière plus générale, des éthologues, comme Frans de Waal, font remarquer que la façon de présenter ce test n'est pas toujours adaptée à l'espèce étudiée et peut conduire à des faux négatifs. Ainsi, un miroir trop petit présenté à des éléphants d'Asie a longtemps laissé penser à un résultat négatif, avant d'être invalidé plusieurs années plus tard avec un miroir de taille adaptée. Pour les éléphants d'Afrique, il est actuellement impossible de trancher car ceux-ci détruisent systématiquement le miroir en l'examinant.
Le test qui montrait que les pies étaient capables de reconnaissance de leurs corps dans le miroir (capable of mirror self-recognition) a été récemment critiqué, un test sur des choucas des tours (Corvus monedula) montrant que les oiseaux présentaient des comportements indiquant une reconnaissance de leur corps dans le miroir, mais lorsque la marque a été collée sur leur gorge, ils ne l'ont pas enlevée.